# Mouloudia Olympique de Constantine
El Mouloudia Olympique de Constantine (àrab: مولودية أولمبيك قسنطينة, Mūlūdiyya Ūlimbīk Qusanṭīna) és un club de futbol algerià de la ciutat de Constantina.

## Història
El club va ser fundat l'any 1939 pel reformador Abd al Hamid Ben Badis. Els seus colors són el blau i el blanc. L'evolució del seu nom ha estat:
- 1939-1977: Mouloudia Olympique de Constantine
- 1984-1989: Maahid Ouloum de Constantine (JAMIAA)
- 1989-2010: Mouloudia Ouloum de Constantine
- 2010-avui: Mouloudia Olympique de Constantine

## Palmarès

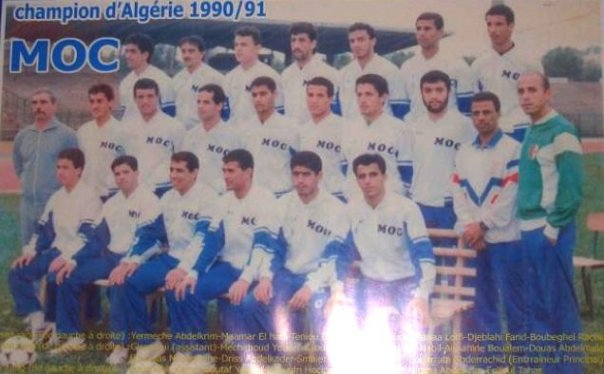
MOC la temporada 1990–1991.

- Lliga algeriana de futbol:[2]
  - 1991
- Lliga de Constantina de futbol:
  - 1940, 1949

## Jugadors destacats
- Rabah Gamouh